# Бајел ла Вале
Бајел ла Вале (фр. Bailleul-la-Vallée) насеље је и општина у северној Француској у региону Горња Нормандија, у департману Ер која припада префектури Берне.
По подацима из 2011. године у општини је живело 119 становника, а густина насељености је износила 25,48 становника/km². Општина се простире на површини од 4,67 km². Налази се на средњој надморској висини од 150 метара (максималној 162 m, а минималној 92 m).

## Демографија
| 1962. | 1968. | 1975. | 1982. | 1990. | 1999. | 2011. |
| ----- | ----- | ----- | ----- | ----- | ----- | ----- |
| 90    | 120   | 134   | 145   | 119   | 122   | 119   |

График промене броја становника у току последњих година